# Каттер, Берндт
Берндт Леопольд Каттер (фин. Berndt Leopold Katter; 15 октября 1932, Хельсинки, Финляндия — 20 июля 2014, Турку, Финляндия) — финский пятиборец, бронзовый призёр летних Олимпийских игр в Мельбурне (1956).

## Спортивная карьера
Являлся серебряным (1959) и дважды бронзовым призёром  чемпионата Финляндии (1958 и 1960). В 1955 и 1956 гг. был пятым, в 1957 г. - шестым, а в 1961 г. занял десятое место.
В 1956 году на Олимпийских играх в Мельбурне он завоевал бронзовую медаль в командном первенстве, а в личном стал 16-м. В 1959 году стал серебряным призёром чемпионата мира. В 1960 году принял участие в Олимпийских играх в Риме, но не завоевал медалей.
По завершении спортивной карьеры работал в стекольной промышленности в компаниях SOK, the Turku Lamp, OPA Ltd, Humppila Glass и Sylvi Salonen Oy's.